# Чернецкое (Лебединский район)
Чернецкое (укр. Чернецьке) — село,
Будильский сельский совет,
Лебединский район,
Сумская область,
Украина.
Код КОАТУУ — 5922981209. Население по переписи 2001 года составляло 149 человек .

## Географическое положение
Село Чернецкое находится в 2-х км от города Лебедин.
Рядом с селом находится аэродром Харьковского Высшего Военного Авиационного Училища Лётчиков ВВС.

## Экономика
- Лебединский ветсанутильзавод.